# Великий день Його гніву
«Кінець світу» (англ. The End of the World), широко відома також як «Великий день Його гніву» (англ. The Great Day of His Wrath) — це картина олією на полотні англійського художника Джона Мартіна, створена в 1851—1853 роках. Леопольд Мартін, син Джона Мартіна, сказав, що його батько знайшов натхнення для цієї картини під час нічної подорожі Чорною країною. Це змусило деяких дослідників вважати, що швидка індустріалізація Англії на початку дев'ятнадцятого століття вплинула на Мартіна.
Деякі автори використали картину в якості обкладинки для своїх книг; наприклад, для «Меси Апокаліпсису» і «Дослідження Книги Одкровення». Картина є однією з трьох робіт, які разом утворюють триптих під назвою «Страшний суд».

## Опис
За словами Френсіс Кері, заступниці хранителя відділу гравюр і малюнків Британського музею, картина показує знищення Вавилона та матеріального світу природним катаклізмом. Вільям Фівер, мистецтвознавець The Observer, вважає, що ця картина зображує крах Единбурга в Шотландії. Колтон-Гілл, Трон Артура і Касл-Рок, каже Фівер, разом падають у долину між ними. Однак Чарльз Ф. Стакі, професор історії мистецтва, теорії та критики в Школі Інституту мистецтв Чикаго, скептично ставиться до таких зв'язків, стверджуючи, що вони остаточно не доведені. Майкл Фрімен, позаштатний співробітник і викладач економічної географії в Менсфілдському коледжі, описує картину так: «Бурі та виверження вулканів, землетруси та інші природні катаклізми, „як припливні хвилі, прокотилися періодичними виданнями <…> дев'ятнадцятого століття“. Катастрофічні та апокаліптичні візії отримали дивовижне загальне значення, а мальтузіанський привид постійно нагадував про необхідність спокути. Деяким глядачам здавалося, що найвідоміші полотна Мартіна про божественне одкровення водночас закодували нові геологічні та астрономічні істини. Це було… яскраво продемонстровано у „Великому дні Його гніву“ (1852), в якому Едінбург Джеймса Гаттона, з його грандіозною цитаделлю, терасами на вершині пагорба та вражаючим вулканічним ландшафтом, вибухає назовні та здається підвішеним догори дном, а прапори все ще майорять на його будівлях…».
Згідно з інформацією галереї Тейт, картина точно відтворює шосту главу Об'явлення Івана Богослова.

## Натхнення
Після завершення серії своїх останніх робіт (зокрема «Знищення Содому та Гоморри») і відправки їх до Королівської академії Мартін почав працювати над циклом із трьох картин, серед яких був «Кінець світу». За словами Леопольда Мартіна, сина Джона Мартіна, його батько знайшов натхнення для цієї картини під час нічної подорожі Чорною країною. Ґрунтуючись на цьому коментарі, Ф. Д. Клінгендер стверджував, що ця картина насправді була «прихованою відповіддю на індустріальну сцену», але Чарльз Ф. Стакі ставиться скептично до цього припущення. Френсіс Кері вважає, що основною темою Джона був імовірний зв'язок між швидким зростанням Лондона як мегаполісу на початку дев'ятнадцятого століття та початковим зростанням Вавилонської цивілізації і її остаточним знищенням. Згідно з інформацією галереї Тейт, Мартін був надихнуло Одкровення Івана Богослова.

## Смерть Мартіна та виставка картини
Під час роботи 12 листопада 1853 року Мартін переніс інсульт. Напад позбавив його здатності говорити та контролювати праву руку, й 17 лютого 1854 року він помер. На момент його смерті три його частково незакінчені картини виставлялися в Ньюкаслі. Після смерті Мартіна його останні картини (включаючи « Кінець світу») виставлялися в Лондоні й інших великих містах Англії та «збирали великі натовпи». 1854 року (після смерті Мартіна) з картини Томасом Макліном була створена гравюра, як і з двох інших картин Мартіна: «Небесні рівнини» та «Страшний суд» (з усіх трьох картин циклу). Незважаючи на схвальне сприйняття картин громадськістю, Королівська академія відхилила три картини як вульгарні. У 1945 році картина була придбана галереєй Тейт у Роберта Франка.